# Djadochtatherium matthewi
Djadochtatherium matthewi — вид викопних ссавців ряду Багатогорбкозубі (Multituberculata). Це були дрібні (череп завдовжки 4,5 см), травоїдні або всеїдні, гризуноподібні ссавці. Вони жили в епоху динозаврів, у кінці крейди на території Центральної Азії. Скам'янілі рештки (голотип AMNH 20440, неповний скелет) знайдені у відкладеннях формацій Дядохта та Барун Гойот у Монголії, датуються віком 84-70 млн років.